# Pénzügyi tervezés
A pénzügyi tervezés a világ számos országában elterjedt pénzügyi szolgáltatás. Célja, hogy az emberek legfontosabb pénzügyi döntéseiket szakmailag megalapozott, személyreszabott tervezés alapján hozzák meg hosszú távon gondolkozva.
A tervezés alapján felállított pénzügyi stratégia mentén haladva, a család anyagi biztonságban tudhatja magát. A folyamat során meghatározásra kerül a család számára, hogy különböző élethelyzetekben, milyen szolgáltatásra számíthat a társadalombiztosítástól, és azon pénzügyi szolgáltatóktól, akikkel kapcsolatban áll. A család kiadásszerkezetének elemzése pedig lehetővé teszi, hogy meghatározásra kerüljön a különféle élethelyzetekben (pl.:nyugdíj, szülő halála, stb.) várható tőkeszükséglet. A várható bevételek és kiadások alapján pedig meghatározható, milyen mértékben állnak majd rendelkezésre a megfelelő források az egyes élethelyzetekben. A pénzügyi terv időhorizontja lehet néhány hónap (átmeneti likviditási probléma megoldása) vagy akár 10-20 év is (pl. egy hosszútávú hitel utolsó részletének visszafizetéséig). A család bevételeihez és kiadásaihoz alkalmazkodva jellemzően havi bontásban készül. 
Amennyiben hiány mutatkozik valamilyen téren, akkor az anyagi biztonság megteremtése érdekében, fel kell állítani egy pénzügyi stratégiát, amely a lehetőségekhez mérten részben, vagy teljes egészében kezeli a feltárt problémákat.
A pénzügyi tervezés egy olyan döntéshozatali feladat, amely azt vizsgálja, hogy az vállalat miként engedheti meg magának, hogy elérje a stratégiai céljait és célkitűzéseit.
A pénzügyi tervezés tevékenysége magába foglalja a következő feladatokat:
- Felméri az ügyfél gazdasági elképzeléseit és pénzügyi céljait
- A pénzügyi célokhoz időtávot és prioritásokat rendel
- Beazonosítja azokat az erőforrásokat, amelyek a célkitűzések elérésének érdekében szükségesek
- Az erőforrásokat felméri (rendszeres és eseti jövedelmek)
- Felméri a kiadásokat (rendszeres és eseti kiadások)
- Összefoglalja a várható bevételeket, kiadásokat, és a célként megfogalmazott elképzeléseket, melyek alapján költségvetést készít
- Ismerteti az ügyféllel a költségvetést és szükség esetén elmagyarázza az összefüggéseket
- Meghatározza azokat a lépéseket, melyet az ügyfélnek kell megtennie, hogy a kitűzött költségvetés megvalósuljon
- Azonosítja a lehetséges kockázatokat a költségvetési tervezetben, melyeket ügyfelével ismertet
- Rendszeresen (félévente, évente) monitorozza ügyfelével együtt a terv megvalósulását, szükség esetén a terv módosítását javasolja

## Külső hivatkozások
- EFPA Hungary Archiválva 2021. szeptember 28-i dátummal a Wayback Machine-ben
- European Financial Planning Association
- Képesítés pénzügyi tervezéshez